# 圣皮埃尔谢里尼亚
圣皮埃尔谢里尼亚（法語：Saint-Pierre-Chérignat，法語發音：[sɛ̃ pjɛʁ ʃeʁiɲa]）是法国克勒兹省的一个市镇，属于盖雷区。

## 地理
圣皮埃尔谢里尼亚（45°58'22"N, 1°36'51"E）面积23.72 平方千米，位于法国新阿基坦大区克勒兹省，该省份为法国中部省份，位于法國中央高原西北部，北起安德尔省和谢尔省，西接维埃纳省，南至科雷兹省，东临多姆山省，东北与阿列省接壤。
与圣皮埃尔谢里尼亚接壤的市镇（或旧市镇、城区）包括：沙特吕勒马谢、圣马丹圣卡特琳、蒙布谢、圣阿芒雅尔图代、莱比朗日、维日河畔索维亚。

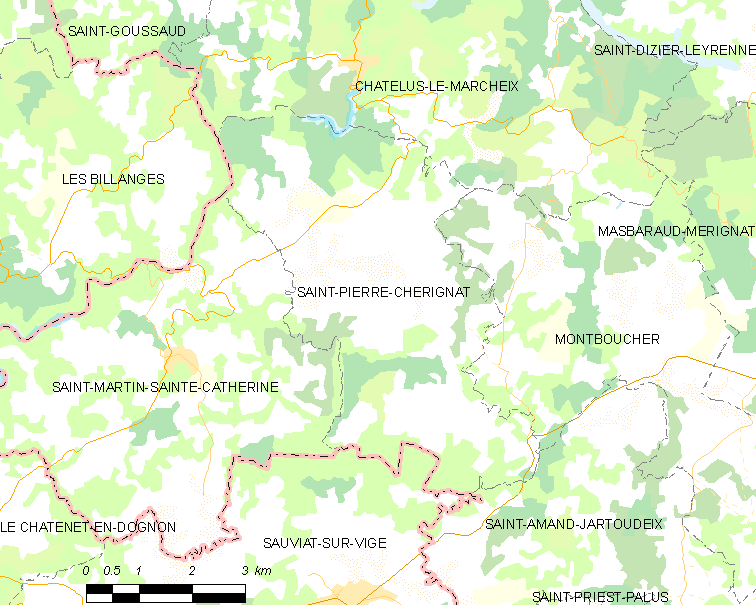
圣皮埃尔谢里尼亚的OSM定位图

圣皮埃尔谢里尼亚的时区为UTC+01:00、UTC+02:00（夏令时）。

## 行政
圣皮埃尔谢里尼亚的邮政编码为23430，INSEE市镇编码为23230。

## 政治
圣皮埃尔谢里尼亚所属的省级选区为布尔加讷夫县。

## 人口

1962-2008年间圣皮埃尔谢里尼亚人口变化图示

圣皮埃尔谢里尼亚于2022年1月1日时的人口数量为165人。